# Theodor Hartz
Theodor Hartz SDB (* 2. Januar 1887 in Lutten, Goldenstedt; † 23. August 1942 im Konzentrationslager Dachau) war ein deutscher Ordensgeistlicher (Salesianer Don Boscos) und Märtyrer.

## Leben
Theodor Hartz war ein Kind einer kinderreichen Oldenburger Kleinbauernfamilie. Seine Eltern waren Johann Theodor Hartz und Anna Maria, geb. Kröger.
Zu seinen jungen Jahren ist die Quellenlage recht spärlich. Fest steht aber, dass er die Volksschule seines Heimatdorfes besuchte und im Anschluss daran das Gymnasium Antonianum in Vechta, wo er das sogenannte „Einjährige“ erwarb, heute als Mittlere Reife bekannt. Da er Salesianer Don Boscos und Priester werden wollte, ging er nach der Volksschule in das salesianische Gymnasium nach Penango in Italien. Dort legte er 1908 auch die erste Profess ab. Nach den philosophisch-theologischen Studien wurde er am 9. August 1914 in Foglizzo zum Priester geweiht. Nach seiner Rückkehr aus Italien kam er zunächst in die Niederlassungen nach Wien und nach Ensdorf, bevor er 1924 die Leitung der seit 1921 in Essen-Bochold bestehenden Niederlassung St. Johannes-Stift übernahm. Er war bis 1938 fast ununterbrochen Direktor dieses Hauses. 1927 legte er den Grundstein für den heutigen Altbau der Niederlassung, der am 12. Februar 1928 eingeweiht wurde.
Bereits 1933 protestierte er gegen die tätlichen Angriffe der Hitlerjugend gegen die Heimgruppe des Bundes Neudeutschland. Seither wurde er von der Gestapo beschattet. Der Versuch, ihm 1935 devisenrechtliche Vergehen oder Sabotage des Winterhilfswerkes unterzuschieben, scheiterte. Auch seine Teilnahme an der Kölner Diözesan-Synode 1937 wurde argwöhnisch verfolgt.
Im September 1938 kam Hartz als Nachfolger von Johannes Lechermann als Direktor an die Ordenshochschule in Benediktbeuern. Die Gestapo beobachtete auch hier den neuen Direktor, zumal er in den ersten beiden Kriegsjahren, in der viele junge Salesianer, die in Benediktbeuern studierten, eingezogen wurden und fielen, aus seiner Gegnerschaft zum Nationalsozialismus keinen Hehl machte.
Hartz kehrte bereits nach zwei Jahren im August 1940 nach Essen-Borbeck zurück. Dort wurden aber die Post abgefangen und die Telefone abgehört, mit dem Ziel, Material für die Schließung dieser Niederlassung zu sammeln. Es kam in rascher Folge zu Haussuchungen und Verhören, schließlich zur Verhaftung von Pater Wilhelm Winkels und Pater Alfred Tebben, die beide nach acht- bis neunwöchiger Haft zur Verhandlung kamen. Wegen des Bezuges von Schuhen ohne Bezugsschein wurden sie zu einer Strafe verurteilt, die allerdings mit der Untersuchungshaft bereits verbüßt war. Obwohl oder gerade weil Hartz sich diesem schleichenden Versuch der Nationalsozialisten, die starke Stellung der Salesianer in der kirchlichen Jugendarbeit in Essen-Borbeck zu brechen, entgegenstellte, beschlagnahmte die Gestapo am 5. August 1941 Haus und Eigentum der Salesianer. Diese mussten binnen weniger Stunden die Stadt Essen verlassen, mit einem Aufenthaltsgebot für das Salesianerhaus in Helenenberg. Theodor Hartz und seine Mitbrüder gingen zwar dorthin, weigerten sich aber, sich in das Helenenberger Haus einzugliedern. Er selbst bezeichnete sich weiterhin als Direktor des Essener Hauses. Da er dies auch Wohltätern gegenüber in Rundbriefen publik machte, wurde er am 14. April 1942 in Helenenberg verhaftet. Ohne Anklage und Prozess wurde er in das Landgerichtsgefängnis Trier eingewiesen.
Am 5. Juni 1942 ordnete das Reichssicherheitshauptamt in Berlin wegen „Umgehung des Sammlungsgesetzes durch Verbreiten von Rundschreiben staatsabträglichen und volksverdummenden Inhalts“ „Schutzhaft“ und Überführung in das Konzentrationslager Dachau an. Er war dort seit 26. Juni 1942 im Priesterblock 26 inhaftiert. Theodor Hartz war den Strapazen der Haft gesundheitlich nicht gewachsen und starb am 23. August 1942 an Entkräftung.
Die Urne mit der Asche seines Leichnams sollte in seinem Heimatort bestattet werden. Da sich der Ortspfarrer jedoch weigerte, einen KZ-Häftling zu bestatten, konnte er nach langwierigen Verhandlungen im September 1942 in der Gruft der Salesianer in Essen-Borbeck beigesetzt werden.

## Gedenken

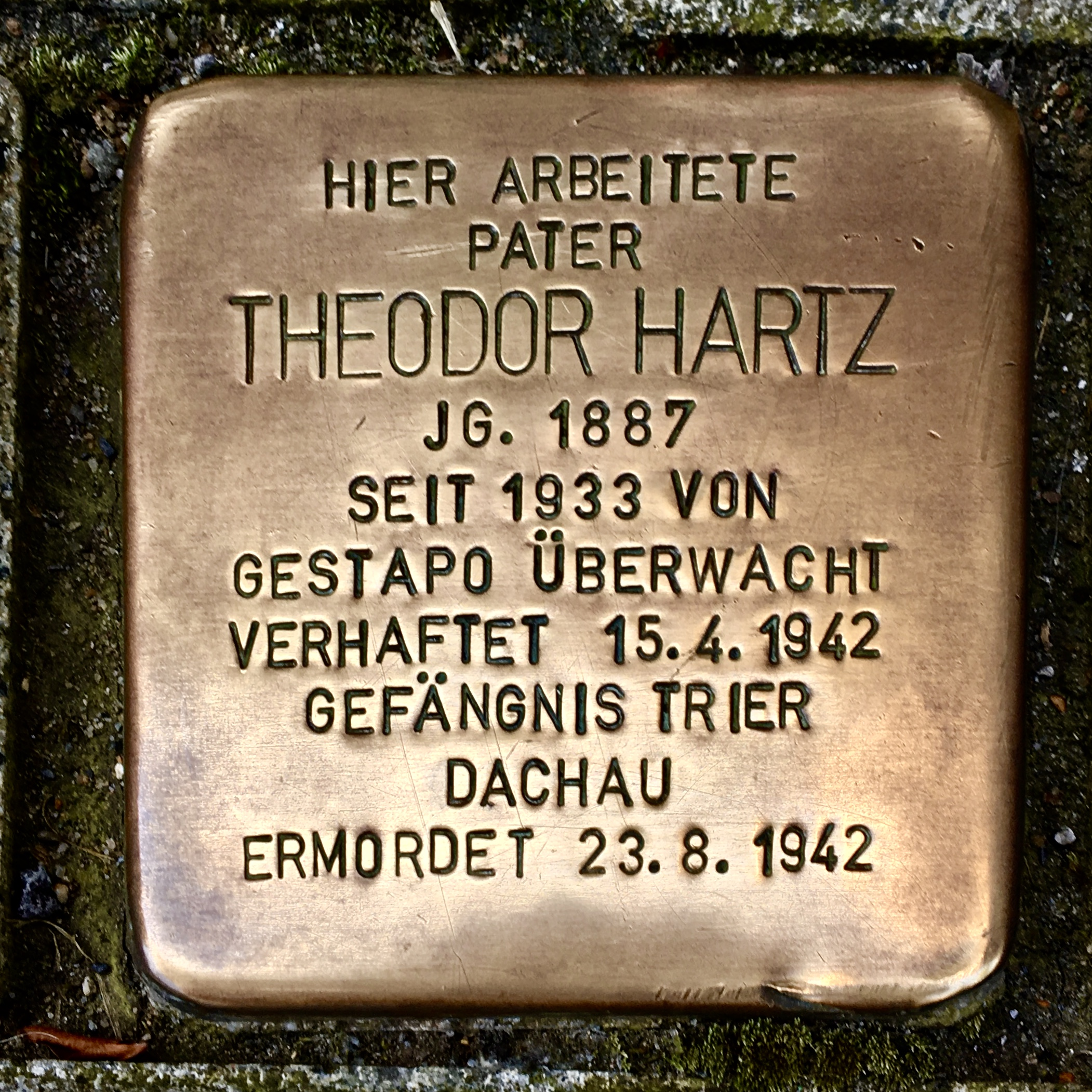
Stolperstein.

An Hartz erinnert ein Gedenkstein, der ursprünglich vor dem Pfarrhaus und dann vor der Kirche der Gemeinde St. Johannes Bosco, gegenüber der Niederlassung, stand ebenso wie eine Straße in Goldenstedt.
Vor dem Don-Bosco-Gymnasium in Essen-Bochold wurde am 22. Mai 2018 ein Stolperstein für Theodor Hartz verlegt.
Die katholische Kirche hat Pater Theodor Hartz im Jahr 1999 als Glaubenszeugen in das deutsche Martyrologium des 20. Jahrhunderts aufgenommen.